# Yasmine Kabbaj
Yasmine Kabbaj (* 15. Januar 2004 in Fès) ist eine marokkanische Tennisspielerin.

## Karriere
Yasmine Kabbaj, die Sandplätze bevorzugt, begann im Alter von sechs Jahren mit dem Tennissport. Sie spielt bislang vor allem auf der ITF Juniors Tour und der ITF Women’s World Tennis Tour, wo sie bisher drei Titel im Einzel gewinnen konnte.
2022 spielte sie ihr erstes Turnier der WTA Tour, als sie in der Qualifikation zum Grand Prix SAR La Princesse Lalla Meryem antrat.
Im Jahr 2022 spielte Kabbaj erstmals für die marokkanische Billie-Jean-King-Cup-Mannschaft; ihre Billie-Jean-King-Cup-Bilanz weist bislang 9 Siege bei 3 Niederlagen aus.

## Turniersiege

### Einzel
| Nr. | Datum            | Turnier    | Kategorie | Belag | Finalgegnerin     | Ergebnis  |
| --- | ---------------- | ---------- | --------- | ----- | ----------------- | --------- |
| 1.  | 17. Juli 2022    | Casablanca | ITF W15   | Sand  | Chantal Sauvant   | 6:4, 6:3  |
| 2.  | 30. Juli 2023    | Casablanca | ITF W15   | Sand  | Sofia Rocchetti   | 6:2, 6:2  |
| 3.  | 3. November 2024 | Iraklio    | ITF W15   | Sand  | Klaudija Bubelytė | 6:3, 7:66 |

## College Tennis
Seit 2021 spielt sie für die Damentennis-Mannschaft der Florida International University. 2022 wurde sie als Conference Freshman of the year ausgezeichnet.